# An Ik-soo
Dans ce nom coréen, le nom de famille, An, précède le nom personnel.
An Ik-soo (coréen : 안익수), né le 6 mai 1965 en Corée du Sud, est un footballeur international sud-coréen qui évoluait au poste de défenseur, avant de devenir ensuite entraîneur.

## Biographie

### Carrière de joueur

#### Carrière en club
An Ik-soo joue en faveur de l'Ilhwa Chunma, et des Pohang Steelers.
Il dispute un total de 200 matchs en première division sud-coréenne, marquant un but.

#### Carrière en sélection
An Ik-soo reçoit cinq sélections en équipe de Corée du Sud, sans inscrire de but, en 1994.
Il participe avec cette équipe à la Coupe du monde de 1994. Lors du mondial organisé aux États-Unis, il ne joue aucun match.

### Carrière d'entraîneur
Après avoir raccroché les crampons, il se reconvertit comme entraîneur. Il dirige les joueurs du Busan IPark, puis ceux du Seongnam Ilhwa Chunma.
En 2015, il est nommé sélectionneur de l'équipe de Corée du Sud des moins de 19 ans.

## Palmarès

### Palmarès de joueur
| - Championnat de Corée du Sud (3) : - Champion : 1993, 1994 et 1995. - Vice-champion : 1992. - Coupe de la Ligue sud-coréenne (1) : - Vainqueur : 1992. |  | - Coupe d'Asie des clubs champions (2) : - Vainqueur : 1995. |

| - Coupe de Corée du Sud (1) : - Vainqueur : 1996. - Coupe d'Asie des clubs champions (2) : - Vainqueur : 1996-97 et 1997-98. |  | - Coupe afro-asiatique : - Finaliste : 1998. - Supercoupe d'Asie : - Finaliste : 1998. |

### Palmarès d'entraîneur
Seongnam Ilhwa Chunma
| - Championnat de Corée du Sud (4) - Champion : 1995, 2001, 2002 et 2003. - Coupe de Corée du Sud (3) : - Vainqueur : 1999. - Finaliste : 1997 et 2000. |  | - Supercoupe de Corée du Sud (1) : - Vainqueur : 2002. - Finaliste : 2000 et 2004. - Coupe de la Ligue sud-coréenne (2) : - Vainqueur : 2002 et 2004. |  | - Ligue des champions de l'AFC (2) : - Vainqueur : 1995 et 2010. - Finaliste : 1996-97 et 2004. - Supercoupe d'Asie (1) : - Vainqueur : 1996. |  | - Coupe afro-asiatique (1) : - Vainqueur : 1996. - Coupe des champions de l'A3 (1) : - Vainqueur : 2004. |